# Dubie
Dubie es una villa polaca atravesada por el Río Rudawka, que cuenta con una población de aproximadamente 190 habitantes. 
- Wikimedia Commons alberga una categoría multimedia sobre Dubie.

- Datos: Q5310741
- Multimedia: Dubie, Lesser Poland Voivodeship / Q5310741